# كي وايت
كي وايت (بالإنجليزية: Key White)‏ هو لاعب كرة قدم أمريكي في مركز الهجوم، ولد في 8 يونيو 2001 في نورفولك في الولايات المتحدة. لعب مع North Carolina Tar Heels men's soccer ‏.